# 阿尔巴诺-圣亚历山德罗
阿尔巴诺-圣亚历山德罗（義大利語：Albano Sant'Alessandro），是意大利贝加莫省的一个市镇。总面积5.28平方公里，人口8001人，人口密度1515.3人/平方公里（2009年）。国家统计（ISTAT）代码为016003。